# Bobcat Company
Pour les articles homonymes, voir Bobcat (homonymie).

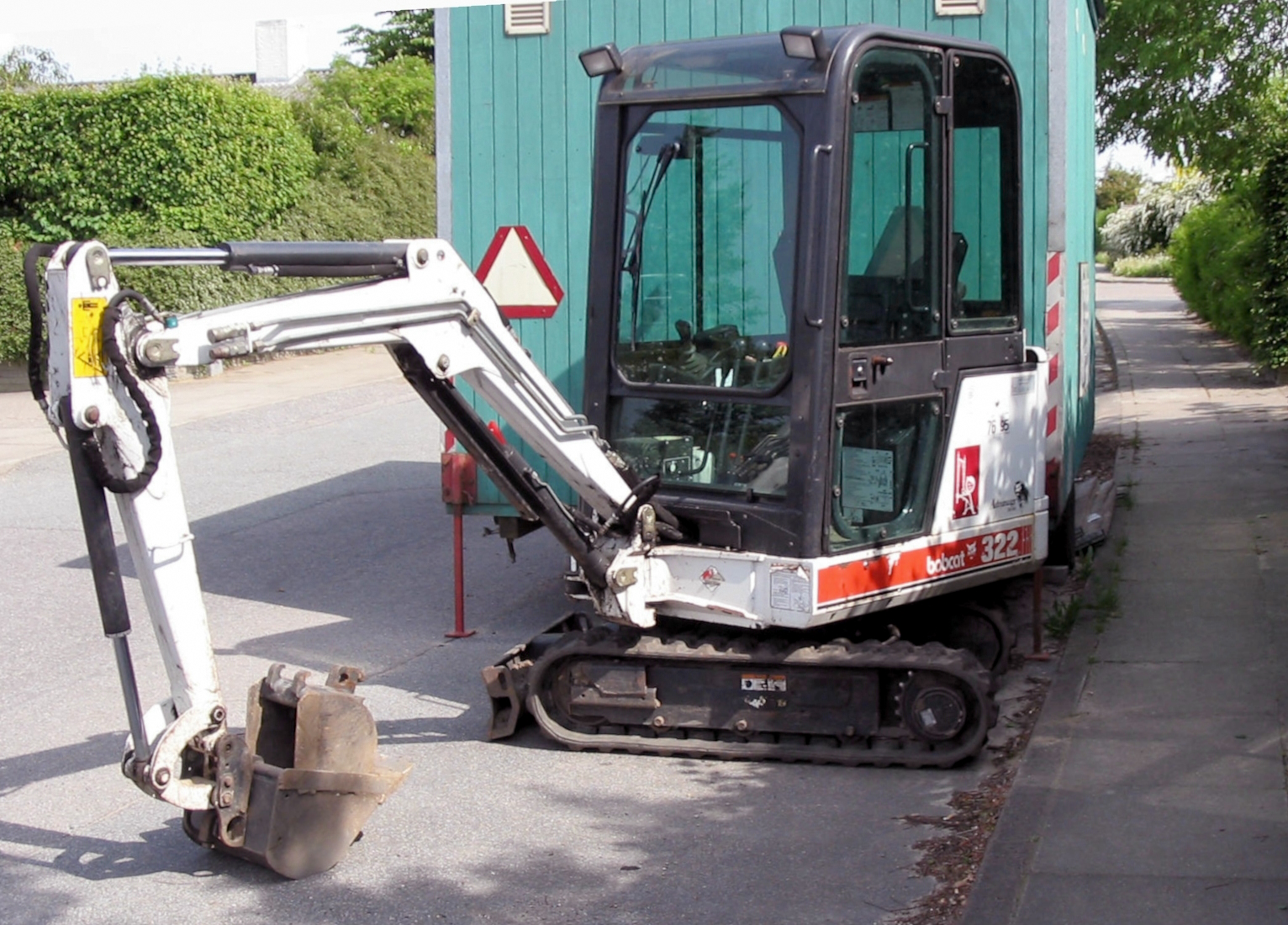
Mini-pelle

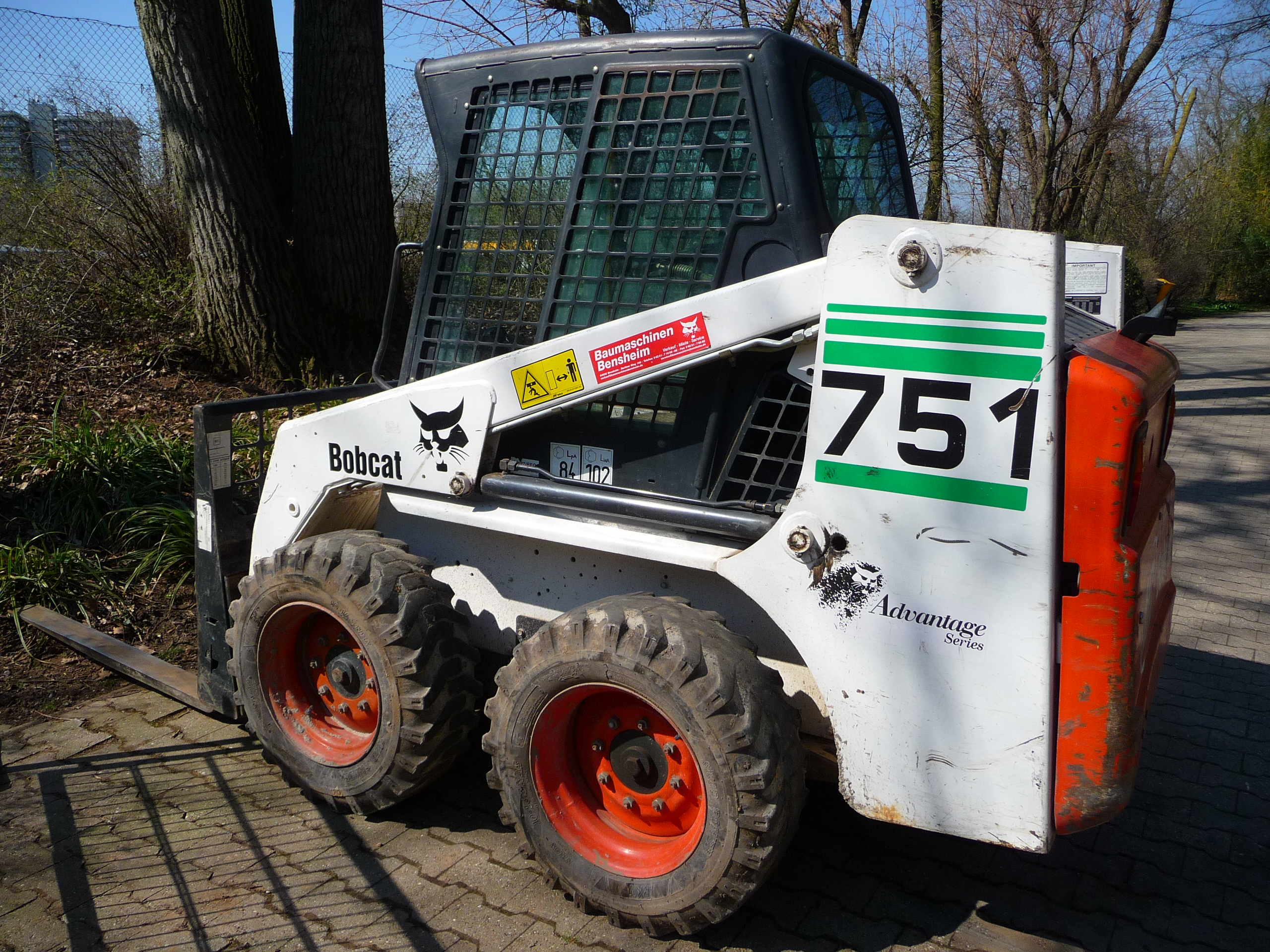
Chargeuse compacte

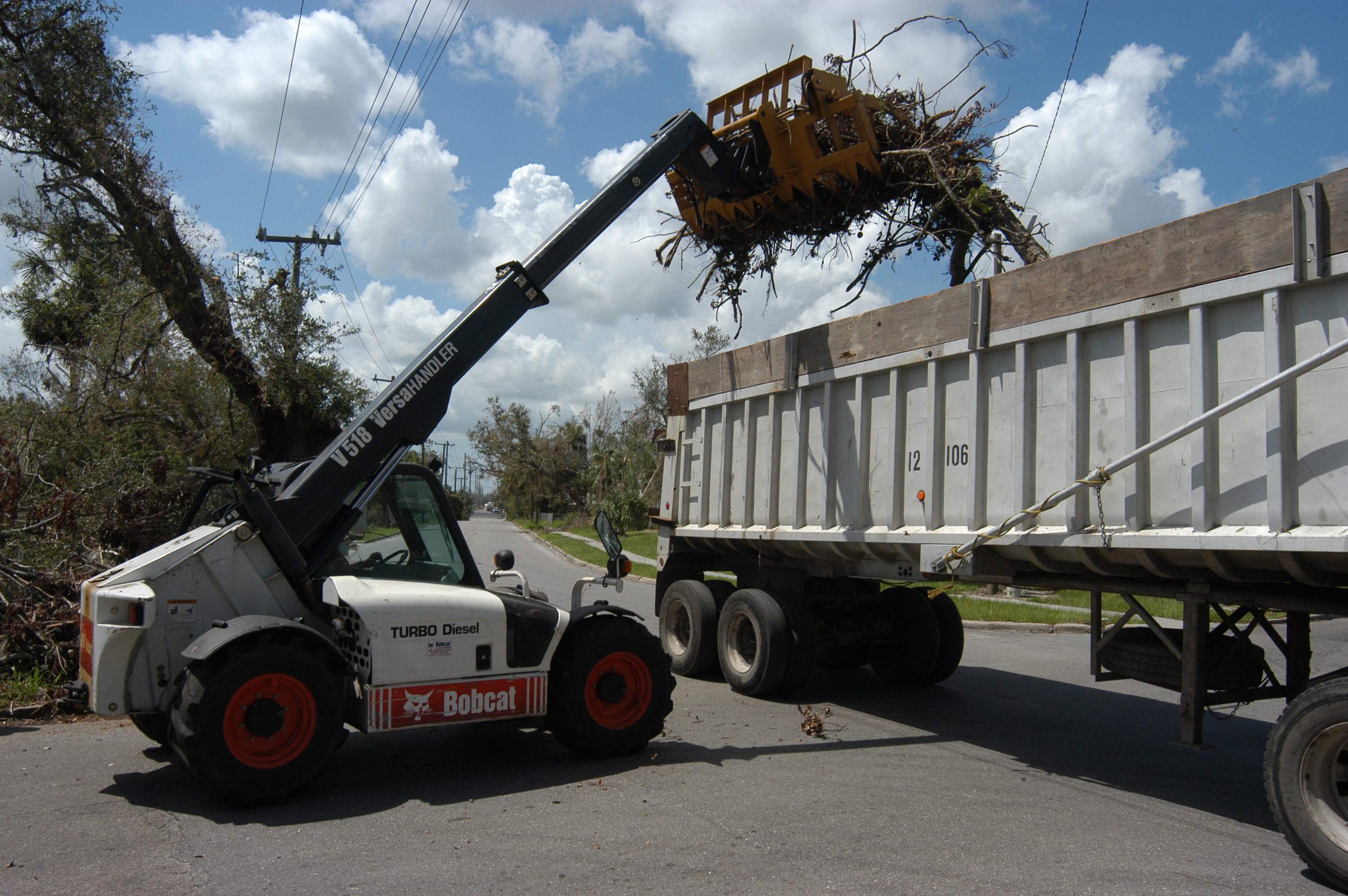
Chariot télescopique

Bobcat Company est un fabricant de matériel agricole et d'engins de chantier de petites dimensions d'origine américaine devenu filiale du groupe sud-coréen Doosan en 2007. Il est spécialisé dans la réalisation d'équipements compacts, sa gamme comprend des chargeuses, des mini-pelles et des chariots télescopiques. 

## Histoire
Dans les années 1950, Louis et Cyrus Keller sont à la tête de la société Keller Welding & Repair près de Rothsay, au Minnesota. En 1956, Eddie Velo, éleveur de dindes de la région, fait part aux frères Keller de la nécessité de disposer d'une machine suffisamment petite pour manœuvrer à l'intérieur d'un local avec des poteaux et assez légère pour être utilisée en étage. Les frères Keller vont alors développer un petit modèle à trois roues qu'ils livrent à Velo le 4 février 1957. Velo a permis aux Keller de voir fonctionner le prototype en conditions réelles, ce qui leur a permis de constater les inconvénients liés à la transmission par courroie. En 1958, ils ont développé et breveté un système de transmission à embrayage plus robuste. Cette nouvelle transmission est devenue la base de la chargeuse Melroe M60. 
L'oncle des Keller, revendeur d'équipements Melroe Manufacturing Company basée à Gwinner, ND, leur suggère de faire commercialiser la machine par Melroe. Les Keller exposent à la foire d'État du Minnesota en 1958. En 1960, Melroe lance le modèle M400 à quatre roues « Chargeuse à direction à glissement » et, en 1962, utilise « Bobcat » comme marque commerciale pour le mini chargeur 440. Les dirigeants de Melroe et leur responsable publicité, Lynn Bickett, font connaître la marque « Bobcat » avec le slogan « fort, rapide et agile ».
En 1969, la société Melroe est rachetée par Clark Equipment Company qui, en 1995, est rachetée par Ingersoll Rand. En 2007, Ingersoll Rand revend Clark Equipment Company au groupe sud coréen Doosan avec toute sa branche équipements de construction. Les anciennes productions de Clark Equipment Company sont désormais vendues sous le nom Bobcat Company. La marque Bobcat est enregistrée dans le monde entier et le nom « Bobcat » est protégé.

Lors de sa création, son siège social américain était situé à Gwinner, dans le Dakota du Sud. Il a ensuite été transféré à West Fargo, dans le Dakota du Nord. En 2017, le siège européen a été transféré de Waterloo, en Belgique, à Dobříš, près de Prague en Tchéquie, où Bobcat possède sa plus importante usine européenne. Ancienne filiale d'Ingersoll Rand de 1995 à juillet 2007, elle a été vendue pour 4,9 milliards de dollars au groupe sud coréen Doosan Infracore. C'était l'une des rares grandes entreprises manufacturières opérant au Dakota du Nord.

## Produit phare
Au début des années 1960, la société Melroe Manufacturing, ancêtre de Bobcat, lance une chargeuse frontale compacte. Celle-ci évolue rapidement pour donner naissance au modèle M-400, première véritable chargeuse compacte au monde. Ce modèle est ensuite repris sous la marque « Bobcat ».
La société Bobcat Company détient la marque « Bobcat » dans le monde entier. « Bobcat » se réfère uniquement à des équipements fabriqués par la société Bobcat.
1. Des exemples d’enregistrements de marque aux États-Unis pour la marque Bobcat comprennent les marques déposées no 890,034, 670,566 et 1,604,367. Des copies des certificats d'enregistrement et des informations sur ces enregistrements sont accessibles par leur numéro d'enregistrement à travers le système de recherche électronique sur le site américain de l’enregistrement des brevets et des marques. Des exemples d’enregistrements de la marque Bobcat à l'extérieur des États-Unis comprennent, l’enregistrement de la marque en Australie sous les numéros 707659 et 198207 et l’enregistrement de la marque auprès de la Communauté européenne sous le numéro d'enregistrement 29371. Des informations sur ces enregistrements peuvent être consultés dans les bureaux d’enregistrement des marques en Australie et auprès de la Communauté européenne.
2. The « Associated Press Stylebook » reconnaît spécifiquement « Bobcat » comme une « marque de chargeuses compactes, de pelles et de chargeuses-pelleteuses ».

## Chronologie
- 1947 : Création de Melroe Manufacturing Company par Edward Gideon Melroe, fils d’immigrés norvégiens à Gwinner dans le Dakota du Nord, aux États-Unis.
- 1958 : Melroe achète les droits sur la chargeuse Keller, une chargeuse compacte à 3 roues, créée par les frères Louis et Cyril Keller, qui deviennent employés de Melroe Manufacturing Company.
- 1960 : Le modèle M-400 voit le jour. Ses 4 roues motrices en font une des premières vraies chargeuses compactes au monde.
- 1962 : Lancement de la M-440, plus performante que la M-400. Un associé de Melroe propose de la baptiser chargeuse « Bobcat », qui signifie lynx en français, en hommage à l’animal qui est considéré comme « fort, rapide et agile ».
- 1963 : Le nouveau modèle M-444, un modèle encore amélioré, rencontre le succès. Les premières chargeuses Bobcat arrivent sur le marché européen.
- 1965 : Melroe Company fait son entrée sur le marché européen, en signant un accord de licence avec la société Luff & Smith de Southampton, en Angleterre, pour la fabrication des chargeuses compactes Bobcat.
- 1967 : La société Luff et Smith fait faillite. Melroe Company signe un accord de licence avec le constructeur italien Beltrami de Ravenne, pour la fabrication des produits destinés au marché européen.
- 1969 : Melroe Company est rachetée par Clark Equipment Company.
- 1972 : Melroe Company met un terme à ses accords avec le constructeur italien Beltrami de Ravenne. La production des chargeuses Bobcat est transférée dans l'usine de la société Scheid Maschinenfabrik détenue par Clark à Aumenau, en Allemagne.
- 1975 : Le siège social de Clark International Marketing S.A. est inauguré à Dworp, près de Bruxelles, en Belgique. La production de l'usine allemande de Scheid Maschinenfabrik est transférée dans le Dakota du Nord, aux États-Unis.
- 1977 : Melroe présente son nouveau logo, la tête de lynx Bobcat. Autrefois une division de Clark Equipment Company, Melroe devient Melroe Company, filiale stratégique de Clark Equipment Company.
- 1986 : La gamme complète de chargeuses compactes, mini-pelles et trancheuses compactes, fait de Melroe Company le premier fabricant mondial d'équipements compacts.
- 1989 : Melroe Company lance sa propre production de mini-pelles sur son site de Bismarck, dans le Dakota du Nord.
- 1995 : Melroe Company est racheté par Ingersoll Rand pour 1,7 milliard de dollars.
- 1998 : Melroe Company est renommée Bobcat Company. Melroe Europe devient Bobcat Europe.
- 2000 : le fabricant français Sambron SA de Pontchâteau est racheté par Ingersoll-Rand et est rebaptisé Bobcat France. La production de tous les matériels télescopiques Bobcat est concentrée sur le site de Pontchâteau.
- 2001 : Bobcat produit sa 500 000e chargeuse compacte. Le modèle A220, première chargeuse à 4 roues directionnelles au monde, est commercialisé en Europe. Bobcat Company rachète Superstav s.r.o., fabricant de tractopelles basé à Dobříš, près de Prague, en République tchèque.
- 2002 : Bobcat Company produit sa 50 000e mini-pelle.
- 2003 : Le Centre R&D (recherche & développement) Bobcat Europe est transféré à Dobříš en République tchèque.
- 2004 : La première chargeuse compacte Bobcat 553 est fabriquée dans l’usine Superstav de Dobříš.
- 2005 : Arrêt de la production des tractopelles à Dobris. Le chiffre d'affaires mondial de Bobcat Company dépasse 2 Mds de dollars.
- juillet 2007 : Bobcat Company est racheté par Doosan Infracore.

## Divers noms de l'entreprise
- 1947 : Création de Melroe Manufacturing Company.
- 1998 : Devient Bobcat Company.
- 2007 : Rachat par Doosan Infracore.